# Gaël Duval
Gaël Duval (nacido en 1973) es un licenciado en informática y en posesión de un DESS (diplôme d'études supérieures spécialisées) además de especializado en redes y aplicaciones documentales por la Universidad de Caen  en la Baja Normandía, Gaël Duval es uno de los que podemos considerar pionero  en la implantación y uso del Sistema Operativo Linux en Francia.
En 1998 cuando cuenta con  25 años crea una nueva distribución que llamó Mandrake Linux, basada en la distribución estadounidense Red Hat Linux en su versión  5.1 a lo que se agregó  como entorno gráfico KDE en versión 1.0. y a la que posteriormente también integraría GNOME. Esta distribución se caracteriza por su fácil uso, algo que la misma opinión pública reconocería desde el primer momento.
También fue  cofundador de Mandrakesoft, empresa dedicada al desarrollo de Mandrake Linux.
El 7 de abril de 2005 colabora en la compra de la distribución brasileña Conectiva. Posteriormente y tras un litigio por uso indebido del logotipo Mandrake, (que al parecer correspondía a un personaje de cómic para niños), cambian de nombre y se crea la nueva sociedad Mandriva.
En marzo de 2006 es cesado de la empresa que fundó por François Bancilhon, director general, y se dedica en pleno a un nuevo proyecto personal llamado Ulteo, que está llamado a ser una futura distribución Gnu/Linux y que toma como base a Kubuntu. El 6 de diciembre de 2006 apareció una versión alpha de la distribución.
- Datos: Q1356214
- Multimedia: Gaël Duval / Q1356214